# Јевгениј Кисин
Јевгениј Кисин (рус. Евге́ний И́горевич Ки́син; 10. октобар 1971) је руски концертни пијаниста и композитор. Британски држављанин постао је 2002. године, а израелски 2013. Први пут је међународну славу стекао као чудо од детета. Има широк репертоар и посебно је познат по интерпретацијама дела романтичне музике, посебно Франца Шуберта, Фредерика Шопена, Роберта Шумана, Франца Листа, Јоханеса Брамса, Сергеја Рахмањинова и Лудвига ван Бетовена. Због дубине, лиричности и поетског квалитета својих интерпретација често га сматрају великим наследником руске школе клавира.

## Биографија
Рођен је 10. октобра 1971. у Москви. Препознат као чудо од детета са шест година, започео је студије клавира у Музичкој школи Гнесин где је био ученик Ане Кантор, која је била његов једини наставник клавира.
Са десет година дебитовао је изводећи Моцартов двадесети клавирски концерт у д-молу са уљановским симфонијским оркестром. Годину дана након тога, одржао је свој први рецитал у Москви. Његови таленти су откривени на међународној сцени 1984. када је имао дванаест година, када је свирао и снимао Шопенов концерт за клавир са московском филхармонијом, у Великој сали Московског конзерваторијума.
Оженио се 10. марта 2017. Карином Арзумановом, пријатељицом из детињства, у Прагу, где живе.

## Каријера

### Концертни пијаниста
Први пут је свирао ван Русије 1985. у источној Европи, а годину дана касније је имао прву турнеју по Јапану.
Године 1987. са шеснаест година јњ дебитовао у западној Европи на берлинском фестивалу, као и у Великој Британији, заједно са диригентом Валеријем Гергијевим и виолинистима Максимом Венгеров и Вадимом Рјепином, на Лихфилд фестивалу. Године 1988. путовао је по Европи са московским виртуозима и Владимиром Теодоровичом Спиваковом, а такође је дебитовао у Лондону са симфонијским оркестром под водством Валерија Гергијева. У децембру исте године свирао је Чајковсков први клавирски концерт са Хербертом фон Карајаном на новогодишњем концерту берлинске филхармоније који је емитован у иностранству, а изведба се поновила следеће године на ускршњем фестивалу у Салцбургу. У септембру 1990. дебитовао је у Северној Америци свирајући два Шопенова концерта за клавир са њујоршком филхармонијом под водством Зубина Мехта и први клавирски рецитал у стогодишњој сезони Carnegie Hall. Године 1997. одржао је први солистички клавирски рецитал у историји The Proms у Лондону.
Имао је редовне рециталне турнеје по Европи, Америци и Азији. Наступао је са скоро свим водећим светским оркестрима, под диригентима као што су Клаудио Абадо, Владимир Ашкенази, Данијел Баренбојм, Мјунг-вун Чунг, Колин Дејвис, Владимир Федосејев, Валериј Гергијев, Карло Марија Ђулини, Марис Јансонс, Херберт фон Карајан, Дмитри Китенко, Јан Лејтам Коуниг, Емануел Кривин, Џејмс Левин, Ендру Дејвис, Лорин Мазел, Зубин Мехта, Рикардо Мути, Сеиџи Озава, Антонио Папано, Сајмон Ретл, Георг Солти, Владимир Теодорович Спиваков, Јевгениј Светланов и Јуриј Темирканов. Изводио је камерну музику са Мартом Аргеричом, Михаилом Плетњевом, Гидоном Кремером, Џејмсом Левином, Мишом Мајскијем, Исак Стерн, Ицхак Перлман, Карита Матила, Дмитриј Хворостовски, Џошуа Бел, Леонидас Кавакос, Наталија Гутман, Јуриј Башмет, Владимир Теодорович Спиваков, гудачки квартет Емерсон и други.

### Поезија
Поред класичне музике, рецитовао је руску и јидиш поезију. Удружење Forward издало је три CD-а Кисинових рецитала из класичне и савремене јидишке поезије.

### Писање
Године 2018. Кисинова аутобиографија је објављена под насловом Memoirs and Reflections. Године 2019. објављена је његова књига песама, приповедака и превода на јидиш под насловом A Yiddisher Sheygets.

### Композиције
Компоновао је бројна музичка дела која је објавила G. Henle Verlag. Његов гудачки квартет (2016) снимио је Nimbus Records и премијерно је изведен у Великој Британији 26. фебруара 2019. у извођењу квартета Endellion.

## Награде и признања
Много музичких награда и признања из целог света додељене су Кисину. Године 1987. примио је кристалну награду симфонијске сале у Осаки за најбоље извођење 1986. (његово прво извођење у Јапану). Године 1991. добио је награду за музичара године на академији Чигиана у Сијени. Био је специјални гост на церемонији доделе Награде Греми 1992. која је уживо преношена публици која се процењује на више од милијарду. Постао је најмлађи инструменталиста године у Америци 1995. Године 1997. примио је Тријумф награду за изузетан допринос руској култури, једну од највиших културних почасти која се додељује у Русији, и опет, био је најмлађи који је икада награђиван. Био је први пијаниста који је позван да одржи рецитал на BBC Proms (1997), а сезоне 2000. био је први солиста икад позван да свира на концерту отварања Proms.
У мају 2001. добио је почасни докторат од стране Музичке школе Менхетн. У децембру 2003. у Москви добио је Шостаковичеву награду, једну од највиших музичких почасти Русије. У јуну 2005. добио је почасно чланство у Краљевској музичкој академији у Лондону. У марту 2009. добио је почасни докторат писама са универзитета у Хонгконгу.
- 1995: Musical America, инструменталиста године.
- 1997: Тријумфна награда, изузетан допринос руској култури (он је најмлађи добитник награде).
- 2001: Почасни докторат музичке школе Менхетн, Њујорк.
- 2005: Почасно чланство у краљевској музичкој академији.
- 2005: Награда Херберт фон Карајан, Баден-Баден, Немачка (2005).
- 2006: Награда Греми за најбољу инструменталну солистичку изведбу за снимање соната Александра Скрјабина и Николаја Меднера, Three Movements from Pétrouchka Игора Стравинског.
- 2007: Награда Артуро Бенедети Микеланђели, Бреша, Италија.
- 2009: Добитник почасне дипломе, Универзитет у Хонгконгу.[13]
- 2009: Награда Греми за најбољу изведбу инструменталних солиста (са оркестром) за Second and Third Piano Concertos Сергеја Прокофјева са филхармонијским оркестром, којим диригује Владимир Ашкенази.
- 2010: Почасни докторат, хебрејски универзитет у Јерусалиму.[14]
- 2010: Друга награда Греми за најбоље извођење инструменталних солиста (са оркестром).
- 2021: Почасни докторат, национална музичка академија (Бугарска).[15]